# سورمانو
سورمانو (به ایتالیایی: Sormano) یک کومونه در ایتالیا است که در استان کومو واقع شده‌است.

## خصوصیات
سورمانو ۱۱٫۰ کیلومترمربع مساحت و ۷۰۳ نفر جمعیت دارد و ۸۵۰ متر بالاتر از سطح دریا واقع شده‌است.